# Huitaca boyacaensis
Espèce
Huitaca boyacaensis est une espèce d'opilions cyphophthalmes de la famille des Neogoveidae.

## Distribution
Cette espèce est endémique du département de Boyacá en Colombie. Elle se rencontre entre Arcabuco et Moniquirá.

## Description
Le mâle holotype mesure 4,86 mm et la femelle paratype 4,59 mm.

## Étymologie
Son nom d'espèce, composé de boyaca et du suffixe latin -ensis, « qui vit dans, qui habite », lui a été donné en référence au lieu de sa découverte, le département de Boyacá.

## Publication originale
- Benavides & Giribet, 2013 : « A revision of selected clades of Neotropical mite harvestmen (Arachnida, Opiliones, Cyphophthalmi, Neogoveidae) with the description of eight new species. » Bulletin of the Museum of Comparative Zoology, vol. 161, no 1, p. 1–44 (texte intégral).